# Temporada 1963-64 de la NBA
La temporada 1963-64 de la NBA fue la decimoctava en la historia de la liga. La temporada finalizó con Boston Celtics como campeones (el sexto de ocho anillos consecutivos) tras ganar a San Francisco Warriors por 4-1. 

## Aspectos destacados
- Syracuse Nationals se trasladó de Siracusa (Nueva York) a Filadelfia (Pensilvania) y se convirtió en Philadelphia 76ers.
- Chicago Zephyrs se trasladó de Chicago, Illinois a Baltimore, Maryland y se convirtió en Baltimore Bullets, dejando a Chicago sin equipo de la NBA hasta el nacimiento de Chicago Bulls en 1966.
- El All-Star Game de la NBA de 1964 se disputó en el Boston Garden de Boston, Massachusetts, con la victoria del Este sobre el Oeste por 111-107. Oscar Robertson, de Cincinnati Royals, fue galardonado con el premio MVP.

## Clasificaciones
| Equipo             | V  | D  | %V   | P  |
| ------------------ | -- | -- | ---- | -- |
| Boston Celtics C   | 59 | 21 | .738 | -  |
| Cincinnati Royals  | 55 | 25 | .688 | 4  |
| Philadelphia 76ers | 34 | 46 | .425 | 25 |
| New York Knicks    | 22 | 58 | .275 | 37 |

| Equipo                 | V  | D  | %V   | P  |
| ---------------------- | -- | -- | ---- | -- |
| San Francisco Warriors | 48 | 32 | .600 | -  |
| St. Louis Hawks        | 46 | 34 | .575 | 2  |
| Los Angeles Lakers     | 42 | 38 | .525 | 6  |
| Baltimore Bullets      | 31 | 49 | .388 | 17 |
| Detroit Pistons        | 23 | 57 | .288 | 25 |

* V: Victorias
* D: Derrotas
* %V: Porcentaje de victorias
* P: Partidos de diferencia respecto a la primera posición
* C: Campeón

## Playoffs
|  | Semifinales de División | Semifinales de División | Semifinales de División |   |  | Finales de División | Finales de División | Finales de División |  |  | Finales de la NBA | Finales de la NBA | Finales de la NBA |
|  |                         |                         |                         |   |  |                     |                     |                     |  |  |                   |                   |                   |
|  | E3                      | Philadelphia            | 2                       |   |  | E1                  | Boston              | 4                   |  |  |                   |                   |                   |
|  | E3                      | Philadelphia            | 2                       |   |  | E1                  | Boston              | 4                   |  |  |                   |                   |                   |
|  | E2                      | Cincinnati              | 3                       |   |  | E2                  | Cincinnati          | 1                   |  |  |                   |                   |                   |
|  | E2                      | Cincinnati              | 3                       |   |  | E2                  | Cincinnati          | 1                   |  |  |                   |                   |                   |
|  |                         |                         |                         |   |  | División Este       |                     |                     |  |  |                   |                   |                   |
|  |                         |                         |                         |   |  |                     |                     |                     |  |  |                   |                   |                   |
|  |                         |                         |                         |   |  |                     |                     |                     |  |  | E1                | Boston            | 4                 |
|  |                         |                         |                         |   |  |                     |                     |                     |  |  | E1                | Boston            | 4                 |
|  |                         | O1                      | San Francisco           | 1 |  |                     |                     |                     |  |  |                   |                   |                   |
|  |                         |                         |                         |   |  |                     |                     |                     |  |  |                   |                   |                   |
|  |                         |                         |                         |   |  |                     |                     |                     |  |  |                   |                   |                   |
|  |                         |                         |                         |   |  |                     |                     |                     |  |  |                   |                   |                   |
|  | O3                      | Los Angeles             | 2                       |   |  | O1                  | San Francisco       | 4                   |  |  |                   |                   |                   |
|  | O3                      | Los Angeles             | 2                       |   |  | O1                  | San Francisco       | 4                   |  |  |                   |                   |                   |
|  | O2                      | St. Louis               | 3                       |   |  | O2                  | St. Louis           | 3                   |  |  |                   |                   |                   |
|  | O2                      | St. Louis               | 3                       |   |  | O2                  | St. Louis           | 3                   |  |  |                   |                   |                   |
|  |                         |                         |                         |   |  | División Oeste      |                     |                     |  |  |                   |                   |                   |
|  |                         |                         |                         |   |  |                     |                     |                     |  |  |                   |                   |                   |

## Estadísticas
| Categoría                    | Jugador          | Equipo                 | Estadísticas |
| ---------------------------- | ---------------- | ---------------------- | ------------ |
| Puntos por partido           | Wilt Chamberlain | San Francisco Warriors | 36.9         |
| Rebotes por partido          | Bill Russell     | Boston Celtics         | 24.7         |
| Asistencias por partido      | Oscar Robertson  | Cincinnati Royals      | 11.0         |
| Porcentaje de tiros de campo | Oscar Robertson  | Cincinnati Royals      | 52.7         |
| Porcentaje de tiros libres   | Oscar Robertson  | Cincinnati Royals      | 85.3         |

## Premios
- MVP de la Temporada
  -  Oscar Robertson (Cincinnati Royals)
- Rookie del Año
  -  Jerry Lucas (Cincinnati Royals)
- Entrenador del Año
  -  Alex Hannum (San Francisco Warriors)

| - Mejor Quinteto de la Temporada - Wilt Chamberlain (San Francisco Warriors) - Elgin Baylor (Los Angeles Lakers) - Jerry West (Los Angeles Lakers) - Bob Pettit (St. Louis Hawks) - Oscar Robertson (Cincinnati Royals) | - 2.º Mejor Quinteto de la Temporada - Hal Greer (Philadelphia 76ers) - John Havlicek (Boston Celtics) - Bill Russell (Boston Celtics) - Jerry Lucas (Cincinnati Royals) - Tom Heinsohn (Boston Celtics) |

- Mejor Quinteto de Rookies
  - Jerry Lucas (Cincinnati Royals)
  - Nate Thurmond (San Francisco Warriors)
  - Rod Thorn (Baltimore Bullets)
  - Gus Johnson (Baltimore Bullets)
  - Art Heyman (New York Knicks)